# Ландграф, Станислав Николаевич
Станислав Николаевич Ландграф (15 сентября 1939, Ленинград — 27 декабря 2006, Санкт-Петербург) — советский и российский актёр театра и кино. Народный артист РСФСР (1982). Лауреат Государственной премии СССР (1984).

## Биография
Станислав Ландграф родился 15 сентября 1939 года в Ленинграде. Ему не исполнилось и года, когда семья оказалась на Колыме. Волею судьбы детство Ландграфа прошло среди ссыльных и зэков.
Был одним из первых учеников Матвея Дубровина в Театре юношеского творчества при Ленинградском дворце пионеров. B 1961 году окончил Ленинградский государственный театральный институт имени A. H. Островского, курс E. И. Тиме и И. О. Горбачёва. Ещё студентом 4 курса был приглашён в Театр имени В. Ф. Комиссаржевской, на сцене которого прослужил более сорока лет.
Станислав Ландграф был одним из ведущих актёров театра Рубена Агамирзяна, сыграл более ста ролей, в самых различных жанрах — от трагедии до фарса. Наибольшую известность актёру принесла роль Бориса Годунова в трилогии А. К. Толстого «Смерть Иоанна Грозного», «Царь Фёдор Иоаннович» и «Царь Борис», за которую он в 1984 году вместе с режиссёром-постановщиком и исполнителем роли царя Фёдора Владимиром Особиком был удостоен Государственной премии СССР.
Ушёл из жизни 27 декабря 2006 года. Актер Станислав Ландграф умер от сердечного приступа за рукописью новой инсценировки пьесы «Забыть Герострата», которую он сам и собирался поставить. Незадолго до смерти с  великолепной мрачной иронией он расписал порядок своей будущей панихиды: «К своей собственной панихиде я отношусь как к премьере, в которой мне предстоит сыграть новую роль…». Похоронен на Смоленском кладбище в Санкт-Петербурге.

## Творчество

### Роли в театре
- 1970 — «Большевики» М. Шатрова — Свердлов
- 1972 — «Забыть Герострата!» Г. Горина, реж. Р. Агамирзян — Герострат
- 1972 — «Царь Фёдор Иоаннович» А. К. Толстого, реж. Р. Агамирзян  — Борис Годунов
- 1973 — «Иосиф Швейк против Франца Иосифа» Б. Рацера и  В. Константинова, реж. Р. Агамирзян  — Поручик Лукаш
- 1974 — «Романтика для взрослых» И. Зверева, реж. Р. Агамирзян  — Виктор Галанин
- 1974 — «Обвинительное заключение» Н. Думбадзе, реж. Р. Агамирзян  — Зураб Чейшвили
- 1975 — «Женитьба» Н. Гоголя, реж. Р. Агамирзян  — Подколесин
- 1976 — «Смерть Иоанна Грозного» А. К. Толстого, реж. Р. Агамирзян  — Борис Годунов
- 1977 — «Самый правдивый» Г. Горина, реж. Р. Агамирзян  — Карл Фридрих Иероним фон Мюнхгаузен
- 1977 — «Святая святых» И. Друцэ, реж. Р. Агамирзян  — Михай Груя
- 1978 — «Возвращение на круги своя» И. Друцэ, реж. Р. Агамирзян  — Галактион Мтварадзе
- 1978 — «Царь Борис» А. К. Толстого, реж. Р. Агамирзян  — Борис Годунов
- 1979 — «Гнездо глухаря» В. Розова, реж. Р. Агамирзян  — Георгий Самсонович Ясюнин
- 1980 — «Синие кони на красной траве» М. Шатрова, реж. Р. Агамирзян — Рассказчик

Могила С. Н. Ландграфа на Смоленском кладбище

### Роли в кино
- 1970 — Смятение — Павел Александрович Крутиков
- 1972 — Комитет 19-ти — Димер
- 1977 — Право первой подписи — Клюгер
- 1977 — Убит при исполнении — полковник Полунин
- 1983 — Инспектор Лосев — артист-вор Мушанский
- 1985 — Софья Ковалевская
- 1986 — При открытых дверях
- 1989 — Васька
- 1990 — Духов день
- 1992 — Рэкет — Валентин Степанович Николаев
- 1998 — Тело будет предано земле, а старший мичман будет петь — актер
- 1999 — Улицы разбитых фонарей — Михаил Красовский
- 2000 — Бандитский Петербург. Фильм 2. Адвокат — Семён Борисович Ланкин, глава Санкт-Петербургской коллегии адвокатов (2, 8 серии)
- 2002 — Крот 2 — Алексей Иванович Зуслов, лидер скинхедов (убит Лёхой в 12 серии 2-го сезона) (2-й сезон, ‡)
- 2004 — Агент национальной безопасности. Сезон 5. Фильм 1. Фамильные драгоценности — Артист
- 2005 — Мастер и Маргарита — Латунский, литературный критик